# 扎波里茲凱 (卡霍夫卡區)
46°51′20″N 33°56′8″E / 46.85556°N 33.93556°E
扎波里兹凯（烏克蘭語：Запорізьке）是位於烏克蘭南部的村莊，由赫爾松州卡霍夫卡區的康斯坦丁尼夫卡市鎮負責管轄。該村始建於1920年，面積33平方公里，海拔高度55米，2001年人口256，人口密度每平方公里7.8人。